# Canovaccio

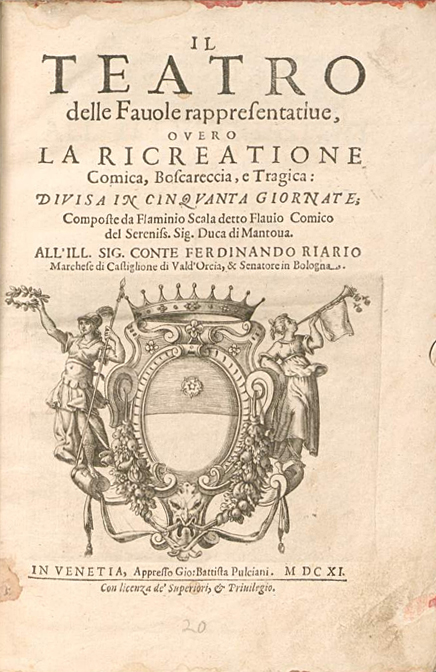
Portada de Il Teatro delle favole rappresentative, «canovacci» de textos (incluidos lazzi tópicos sin hacer referencia a ellos como tales), recopilados por Flaminio Scala y publicados en Venecia en 1611. Biblioteca del Congreso de los Estados Unidos.

En teatro, el término italiano canovaccio (de canapa,  'cáñamo', a través del francés canevas, caneve, 'tela gruesa') indica los elementos básicos, el 'esbozo' de la trama de una obra de teatro u ópera, determinando de forma genérica su desarrollo, sin entrar en los detalles o pormenones de cada escena. 
Su nombre deriva de un cuaderno donde aparecían al principio los nombres de los personajes, conociendo prácticamente el contenido.  El canovaccio contenía, en términos generales, el tema, una descripción de las situaciones y de los personajes involucrados. A partir de estos elementos se desarrollaba la improvisación de los actores. Los "canovacci" fueron creados por comparsas, compañías ambulantes que viajaban en carretas para actuar en ferias y plazas.
Este tipo de escritura sencilla aparece aproximadamente en el siglo XVI, permaneciendo hasta el XVIII, y constituye la base dramática de la Commedia dell'Arte. En efecto, los actores, entre canovacci y lazzi, son capaces de mantener la tensión durante varios minutos.